# Mindestanforderungen an das Kreditgeschäft
Die von der Bundesanstalt für Finanzdienstleistungsaufsicht (BaFin) mit ihrem Rundschreiben 34/2002 (BA) vom 20. Dezember 2002 eingeführten Mindestanforderungen an das Kreditgeschäft der Kreditinstitute (MaK) galten vom 30. Juni 2004 für alle Kreditinstitute in Deutschland.
Ziel der MaK war es, die Risiken der Kreditinstitute aus dem Kreditgeschäft zu begrenzen. Die MaK wurden mit dem Rundschreiben 18/2005 der BaFin vom 20. Dezember 2005 durch die Mindestanforderungen an das Risikomanagement (MaRisk) ersetzt.
Die MaK legten im Einzelnen zu den folgenden Themenbereichen Regelungen fest:
1. Allgemeine Anforderungen
  - Verantwortung der Geschäftsleitung
  - Kreditrisikostrategie
  - Organisationsrichtlinien
  - Qualifikation der Mitarbeiter
  - Kreditgeschäfte in neuartigen Produkten oder auf neuen Märkten
  - Anforderungen an die Dokumentation
2. Organisation des Kreditgeschäftes
  - Funktionstrennung
  - Votierung von Kreditentscheidungen
  - Anforderungen an die Prozesse der …

  - Kreditgewährung
  - Kreditweiterbearbeitung
  - Kreditbearbeitungskontrolle
  - Intensivbetreuung
  - Behandlung von Problemkrediten
  - Risikovorsorge
3. Risikoklassifizierungsverfahren
4. Identifizierung, Steuerung und Überwachung der Risiken im Kreditgeschäft
  - Allgemeine Anforderungen an das bzw. die Verfahren
  - Frühwarnsystem
  - Begrenzung der Risiken im Kreditgeschäft
  - Berichtswesen
  - Rechts- und Betriebsrisiken
5. Auslagerung
6. Prüfungen
  - Revisionen
  - Abschlussprüfer